# Peter Rwamuhanda
Peter Keneth Rwamuhanda (ur. 11 grudnia 1953, zm. 8 czerwca 2008 w Nansana) – ugandyjski lekkoatleta, płotkarz i sprinter.
Podczas letnich igrzysk olimpijskich w Los Angeles wystartował w biegach na 400 metrów przez płotki oraz w sztafecie  4 × 400 metrów. W eliminacjach biegu na 400 metrów przez płotki, zajął 4 miejsce w swoim wyścigu (uzyskawszy 50,55 sekund), co nie dało mu awansu do półfinału. Natomiast w sztafecie  4 × 400 metrów ugandyjska ekipa z jego udziałem dotarła aż do finału, w którym zajęła 7. miejsce (uzyskała czas 3:02,09, który był najlepszym wynikiem czasowym, jaki osiągnęła we wszystkich startach na tych igrzyskach).
Rwamuhanda jest także wielokrotnym medalistą mniejszych imprez (m.in. igrzysk Wspólnoty Narodów czy igrzysk afrykańskich).

## Rekordy życiowe
| Dystans                 | Wynik (s) | Data |
| ----------------------- | --------- | ---- |
| 400 metrów              | 46,9      | 1976 |
| 400 metrów przez płotki | 49,78     | 1978 |